# Hieracium atriceps
Hieracium atriceps es una especie de planta con flor del género Hieracium, de la familia Asteraceae, orden Asterales.

## Distribución
Hieracium atriceps se distribuye por Dinamarca y Alemania.

## Taxonomía
Fue descrita científicamente por Wiinst. Fue publicada en Dansk Bot. Ark. 5: 29 (1926).